# Philippe Monfils
Pour les articles homonymes, voir Monfils.
Philippe Monfils, né à Liège le 4 janvier 1939, est un homme politique belge de tendance libérale. Il a été le principal promoteur des lois belges sur le mariage et l'adoption pour les couples homosexuels, l'euthanasie ou la procréation médicalement assistée,.

## Biographie
Docteur en droit de l'université de Liège (1962), puis assistant du professeur François Perin, il devient, après un passage au cabinet du ministre de la Culture Albert Parisis, il devient fonctionnaire au Conseil de la communauté française. Il est ensuite chef cabinet de François Perin, alors ministre des réformes institutionnelles (1974-1976). Il prépare à ce poste la régionalisation dite préparatoire du ministre Perin dans le Gouvernement de Leo Tindemans.
Il est conseiller communal de Liège de 1976 à 1982 sur les listes du Rassemblement wallon, il quitte  ce parti lors du tournant à gauche qui lui est imprimé par Paul-Henry Gendebien en 1976 avec François Perin, Jean Gol et Étienne Knoops, pour fonder le Parti réformateur libéral.
Il est député à la Chambre de 1981 à 1988, année à laquelle il est élu sénateur (1988-1995), devient ministre des affaires sociales dans le gouvernement de la Communauté française de 1981 à 1985 puis Ministre-président de cette Communauté de 1985 à 1988, où il aura été à la base de la fin du monopole de la RTB.
En 1995 il prend la succession de Jean Gol, brusquement décédé, alors qu'il vient d'être élu député au Parlement de Wallonie, comme député européen (1995-1999).
Il redevient sénateur en 1999, où il sera à la base de la loi sur l'euthanasie, défendeur des collectionneurs d'armes et pour le maintien du GP de Francorchamps.
Il annonce la fin de sa carrière politique en mai 2010.

## Distinctions
- Citoyen d'honneur de Liège (2012)[3]